# Robert R. Williams
Robert R. Williams (16.2.1886 – 2.10.1965) là nhà hóa học người Mỹ, đã khám phá ra thiamine (vitamin B1).

## Cuộc đời và Sự nghiệp
Ông sinh tại Nellore, Ấn Độ, là con của một nhà truyền giáo thuộc giáo phái Baptist. Khi lên 10 tuổi, Williams cùng gia đình trở về Mỹ. Williams the học Đại học Chicago, đậu bằng cử nhân khoa học năm 1907 và thạc sĩ hóa học năm 1908.
Ông làm việc nghiên cứu trong công ty điện thoại Bell ở New York, rồi làm giám đốc công ty này trong 20 năm. Tuy hiên ông lại nghiên cứu vitamin trong thời gian rảnh rỗi. Ông đã cách ly thiamine lần đầu năm 1933 và sau đó tổng hợp vitamin B năm 1935. Merck & Company bắt đầu sản xuất thương mại thiamine từ năm 1936, dùng để trị chứng tê phù (beriberi) ở châu Á.

## Giải thưởng
- Giải Willard Gibbs 1938
- Huy chương Perkin 1947.